# Równanie różniczkowe Clairauta
Równanie różniczkowe Clairauta – równanie różniczkowe postaci
{\displaystyle y=xy'+f(y').}
O funkcjach {\displaystyle y} oraz {\displaystyle f} zakładamy, że są różniczkowalne w pewnych przedziałach.
Przez różniczkowanie obu stron otrzymujemy
{\displaystyle y'=y'+xy''+f'(y')y'',}
czyli
{\displaystyle y''=0} lub {\displaystyle 0=x+f'(y').}
To równanie łatwo rozwiązać. Jednak nie wszystkie rozwiązania tego równania są rozwiązaniami równania pierwotnego. Ostatecznie otrzymuje się rodzinę prostych i jej obwiednię.

## Równanie Clairauta dla funkcji wielu zmiennych
Równanie to można uogólnić na przypadek wielu zmiennych {\displaystyle x_{1},x_{2},\dots ,x_{n}.}
Ma ono wówczas postać
{\displaystyle y={{x}_{1}}{\frac {\partial y}{\partial {{x}_{1}}}}+{{x}_{2}}{\frac {\partial y}{\partial {{x}_{2}}}}+\ldots +{{x}_{n}}{\frac {\partial y}{\partial {{x}_{n}}}}+f\left({\frac {\partial y}{\partial {{x}_{1}}}},{\frac {\partial y}{\partial {{x}_{2}}}},\dots ,{\frac {\partial y}{\partial {{x}_{n}}}}\right).}